# Edvin Söderström
Edvin Manfred Alfons Söderström, född 20 september 1905 i Stockholm, död 27 juli 1979 i Hägersten, var en svensk målare och tecknare.
Han var son till polismannen Johan Söderström och Britta Kock och från 1939 gift med Dagmar Axelsson. Söderström studerade vid Tekniska skolan i Stockholm 1925–1928 och för Karl Gurt 1928–1932. Separat ställde han ut i Kiruna, Skellefteå, Luleå och på Lundins bokhandel i Stockholm. Han var huvudsakligen verksam som djurmålare.